# Amy Pond
Amelia Jessica "Amy" Pond, coniugata Williams, è un personaggio immaginario della serie televisiva Doctor Who interpretato da Karen Gillan. Amy è la compagna del Dottore nella sua undicesima incarnazione.

## Biografia del personaggio

### Quinta stagione

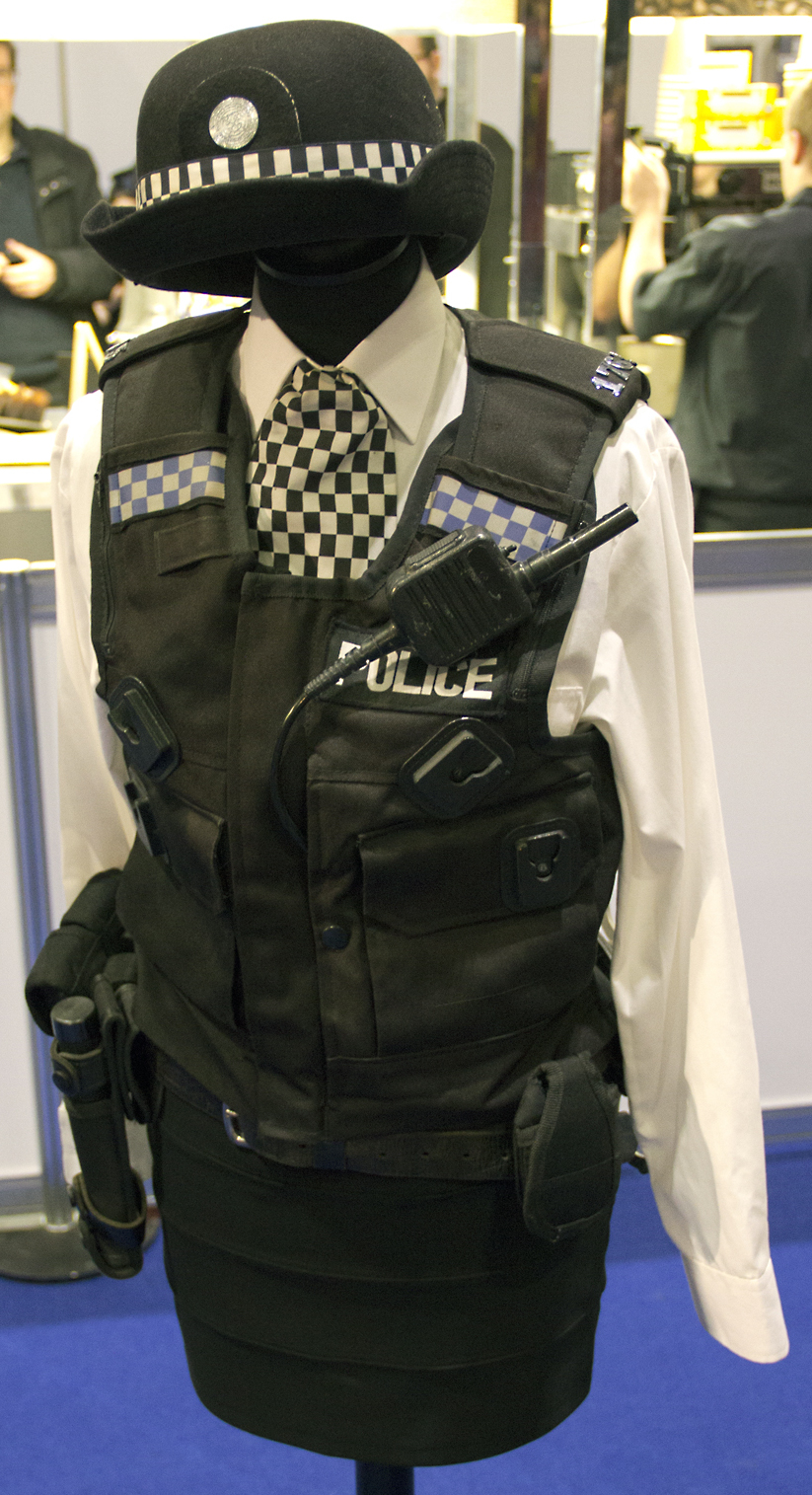
L'iconica uniforme indossata dal personaggio al debutto nella serie, esposta alla Doctor Who Experience a Cardiff.

Amelia Pond viene introdotta nel primo episodio della quinta stagione, L'undicesima ora, come una bambina di sette anni che vive da sola con sua zia. Lei chiede al Dottore di investigare riguardo a una strana crepa nel muro, ma quest'ultimo viene interrotto dal TARDIS; il Dottore promette ad Amelia di tornare in cinque minuti, ma arriva con ben dodici anni in ritardo. Mentre Amelia cresce la famiglia la convince che il Dottore è solo un personaggio immaginario. Quando il dottore ritorna Amy è diciannovenne. Amy allora aiuta il Dottore a salvare la Terra dagli Atraxi, ma sempre a causa del TARDIS lei non vede il Dottore per altri due anni, quando, diventata ventunenne, il Dottore la invita a viaggiare con lui; lei accetta con la condizione che il Dottore la riporti la mattina successiva, non rivelando che si sarebbe sposata quella mattina.
Alla fine di Carne e pietra Amy rivela al Dottore il suo immediato matrimonio con Rory e, in un primo momento di nervosismo pre-nozze, prova a sedurlo. Il Dottore, allora, trova Rory e porta lui e Amy nella Venezia del XVI secolo. In La scelta di Amy la ragazza deve scegliere tra i suoi sentimenti per il Dottore e per Rory, ma poi realizza quanto ami quest'ultimo. Alla fine di Sangue freddo Rory viene ucciso e cancellato dalla storia da una crepa nell'universo. Poiché lui fa parte della linea temporale di Amy lei non riesce a ricordarlo. Il Dottore porta Amy nei suoi posti preferiti per diminuire il suo senso di colpa per la perdita di Rory. Qui Amy conosce e diventa amica di Vincent van Gogh. Alla fine di Il coinquilino Amy trova il suo anello di fidanzamento e forza il Dottore a dirle di chi è. In La Pandorica si apre Rory ricompare come un centurione romano nel 102 a.C. e prova a farla ricordare, ma appena lei ricorda si scopre che Rory è in realtà un Auton – una copia di plastica vivente – creata dal ricordo di Amy per intrappolare il Dottore. Rory prova a ribellarsi dalla sua programmazione ma alla fine spara e uccide Amy. Il corpo di Amy viene così messo nella Pandorica, una prigione perfetta, in cui "nemmeno la morte può entrare" che terrà il suo occupante vivo mentre, per circa duemila anni, riparerà il danno. Rory protegge la Pandorica dove Amy è tenuta in stasi finché non viene liberata da una versione più giovane di sé stessa nel 1996.
Quando il Dottore si rende conto che Amy è collegata alla crepa nell'universo e che loro si sono originati da una esplosione temporale nel giorno del matrimonio di Amy, lui le ricorda della sua casa – troppo grande per solo lei e la zia. Amy così si rende conto che la sua famiglia è stata cancellata dalla crepa nel muro e se n'era dimenticata. Il Dottore la incoraggia a ricordarli, poiché l'esposizione alla crepa nel suo muro aveva rafforzato la memoria nel suo subconscio. Dopo che il Dottore usa la Pandorica per riavviare l'universo lui incontra Amelia nella prima notte in cui si incontrarono. Lui le racconta la storia di come ha preso il TARDIS dalla sua gente, e come sia «vecchio e nuovo», e «grande e piccolo» e «blu che più blu non c'è». Amy si sveglia il giorno del suo matrimonio e si riunisce con i suoi genitori. Sposa Rory e alla reception trova il diario di River Song, ora ancora bianco. La vista del diario suscita in Amy vecchi ricordi; Amy dichiara che il suo Dottore era reale e il suo ricordo lo restituisce alla realtà.

### Sesta stagione
Viene rivelato che per la prima metà della sesta stagione Amy è stata rapita dall'Ordine del Silenzio; il Dottore e Rory non se ne sono accorti perché la ragazza era stata sostituita con un clone, un Ganger. I due vanno a liberarla; in seguito scoprono che l'ordine voleva usare Amy per creare un'arma con la quale sconfiggere il Dottore, la bambina che lei porta in grembo: nasce così la piccola Melody Pond. La piccola, che viene portata via alla madre, è in parte un Signore del Tempo perché concepita nel TARDIS. Amy, Rory e il Dottore scoprono che Melody è colei che è destinata a diventare l'amica (e futura moglie) del Dottore, River Song.
Nell'episodio Il complesso di Dio il Dottore comprende che per Amy e Rory è diventato troppo pericoloso viaggiare con lui: il Signore del Tempo per la prima volta si rivolge all'amica con il suo nome da sposata, chiamandola "Amelia Williams", dicendole che il motivo per cui le chiese di viaggiare con lui era legato solo alla sua superbia, ma che ora lei e Rory devono vivere la loro vita, quindi li lascia sulla Terra comprando loro una casa e un'automobile, salutandoli.

### Settima stagione
Dopo qualche tempo il Dottore coinvolge Amy e Rory in una missione nel manicomio dei Dalek; successivamente i due coniugi cercano di vivere un'esistenza alternando la loro vita quotidiana con le avventure che vivono con il Dottore, ma alla fine decidono di viaggiare permanentemente con lui, capendo che è questo ciò che vogliono.
Amy e il Dottore si separano definitivamente quando in un cimitero Rory, attardatosi a osservare una lapide che porta il suo nome, viene catapultato in un altro tempo da un Angelo Piangente: Amy decide di rimanere accanto al marito e si fa trasportare dall'angelo indietro nel tempo con la speranza di raggiungerlo, nonostante il Dottore cerchi disperatamente di dissuaderla. Sulla lapide si vedono ora i nomi di Amy e Rory a dimostrazione che l'angelo li ha effettivamente ricongiunti; sempre dalla lapide sappiamo che hanno superato entrambi gli ottant'anni. Amy manda al Dottore un messaggio dal passato in cui gli dice che lei e Rory sono stati felici e consiglia al Dottore di non rimanere da solo.

### Il tempo del Dottore
(Amy al Dottore in Il tempo del Dottore.)
Dopo l'addio Il Dottore viaggia con Clara Oswald, la sua nuova compagna di viaggio; nello speciale natalizio, Il tempo del Dottore, l'Undicesimo Dottore prima di rigenerarsi vede l'immagine di Amy, la prima persona che lo vide con quelle sembianze, e dopo ciò si rigenera nel Dodicesimo Dottore.

## Concezione e sviluppo

### Casting
Gillan, come altre precedenti compagne del dottore, era già apparsa nella serie in un ruolo minore interpretando il ruolo di un'indovina delle Sibille nell'episodio Le fiamme di Pompei, che andò originalmente in onda nel 2008.
Steven Moffat ha detto del personaggio: «Abbiamo visto alcune attrici incredibili per questo ruolo, ma quando Karen si è presentata alla porta, il gioco era finito - Era divertente, intelligente, bellissima e sexy, o scozzese, che è il rapido modo di dirlo. Un'intera generazione di bambine che vogliono essere lei. E anche una generazione di ragazzine vorranno essere come lei». Il produttore esecutivo di Doctor Who e drama chief di BBC Wales Piers Wenger ha detto: «Sapevamo che Karen era perfetta per il ruolo nell'istante in cui la vidi. Lei ha mostrato un'energia e un entusiasmo per la parte che era semplicemente fantastico».